# サガン鳥栖
サガン鳥栖（サガンとす、英: Sagan Tosu）は、日本の佐賀県鳥栖市をホームタウンとする、日本プロサッカーリーグ（Jリーグ）に加盟するプロサッカークラブ。

## 概要
1997年2月4日に創設され、1999年よりJリーグへ加盟している。ホームタウンの人口74,215人（推計人口、2022年2月1日現在）はJリーグの全60クラブの中で最も小さい。ただし、県庁所在地の佐賀市でホームゲームを開催したり（2014年度まで）、佐賀市内にクラブのオフィシャルスポーツバー「THE Sagan」を開設したことがあるほか、佐賀県第二の都市である唐津市に下部組織（U-15唐津）を設置したり、佐賀県全域でサッカースクールを開校するなど佐賀県全域での活動を行っている。さらには、同じ筑後川流域で鳥栖市と地理的に関連の深い福岡県筑後地方でも、鳥栖市が久留米市、小郡市などと組織する「筑後川流域クロスロード協議会」が共同してサガンを支援しているほか、スポンサーの一つであるブリヂストンが久留米市・朝倉市に設けた「ブリヂストン・サッカースクール」をサガンが運営するなど、ホームタウン外での活動も行っている。
2016年のJリーグスタジアム観戦者調査報告書（鳥栖は2016年8月27日の対アルビレックス新潟戦で調査を実施）によると、佐賀県外からの観戦者は31.4%で、これは2016年度に同様の調査を行ったJリーグ加盟40クラブ中で、鹿島アントラーズ・ガンバ大阪・東京ヴェルディに次ぐ4番目に多い数値となっている。また、県内の観戦者分布においても、佐賀市からの観戦者が県内観戦者の21.1%と、ホームタウンの鳥栖市と同じ比率となっている。
チーム名の「サガン」は、砂粒が固まって砂岩になるように小さい力を集結させ、立ち向かうことを表す。また「佐賀の」にも通じている。運営母体は1997年から1998年シーズン途中まで任意団体「サガン鳥栖FC」、1998年途中から2004年までは株式会社サガン鳥栖、2005年以降は株式会社サガンドリームスとなっている。また、セリエAの「ユベントス」と同じ抑揚で発音するのがJリーグ公認で統一されたアクセントとされている。
ホームスタジアムは駅前不動産スタジアム、練習場は鳥栖市北部グラウンドおよび鳥栖市陸上競技場。詳細は下記#スタジアム・練習場項を参照。クラブマスコットは佐賀県の県鳥である「カチガラス」をモチーフとした「ウィントス」。

## 歴史

### 1997年 - 2011年 （旧JFL、J2）

#### 1997年 - 2002年
1991年10月、佐賀県サッカー協会が、当時静岡県リーグ1部所属のPJMフューチャーズ（当時の本拠地は静岡県浜松市）の佐賀県への誘致を決定。1994年に鳥栖市へホームタウンを移転すると共に、翌年より『鳥栖フューチャーズ』（鳥栖F）に改名することとし、Jリーグ準会員としても承認された。しかし、PJMジャパンの撤退が原因となって深刻な経営難に陥り、1997年1月にチーム運営会社の株式会社佐賀スポーツクラブが解散を決議（1998年に破産廃止）。このときに存続を求める5万人を超える署名があったことなどを受け、鳥栖Fの受け皿となるチームとして1997年2月4日に佐賀県サッカー協会会長の中村安昭を代表とする任意団体として「サガン鳥栖FC」が発足した。
しかし、急遽設立したため事務所もなければスタッフもいなかった。Jリーグはフロント要員として関連会社で役員を務めていた元横浜M常務の熊地洋二をスーパーバイザーとして派遣した。また、監督にC大阪元監督代行の楚輪博が就任した他、C大阪からは元コーチの坪田和美がヘッドコーチに、佐賀県出身の佐藤真一は鳥栖に期限付き移籍した。
また、浦和と京都から練習着が、地元高校からビブス、用具メーカーからボールがそれぞれ寄贈された。2月13日に開かれたリーグ理事会で、組織が承継されていないことから準会員の資格は失ったものの、鳥栖Fが所属していた旧JFLと、同年のナビスコカップへの参加が特例的に認められた。選手については、鳥栖F解散から契約が宙に浮いていた8選手（高嵜理貴、鈴木俊、松田悦典、大森征之、森保洋、田中哲也、森純一、工藤圭司）と前述の佐藤らレンタル選手4人に加え、急遽行ったセレクションで獲得した8人の計20人となり、2月16日に新体制が発表された。さらにシーズン開幕直前には戦力補充と経費削減のため、関連会社が選手の人件費を負担し、チームは勝利給や出場給のみ支給する社員選手の制度を検討。これに市内の生花店と電気工事店が協力し、北内耕成と関本恒一が加入した。
1998年に「株式会社サガン鳥栖」として法人化（社長には引き続き中村が就任）。また、1999年から発足したJリーグ ディビジョン2への入会も決まった。
鳥栖F解散に対する反省から、新法人は大口のスポンサーは設けず、小口の株主を多くすることによって経営の安定化を図った。しかし、法人化初年度から赤字続き で随時小口の融資を集めて増資することで凌いだ結果、株主が多くなったことで経営の主導権争いや、会社の経営方針に対する株主や関係者からの批判が相次ぎ、狙いとは逆に経営の混乱が続いた。1998年オフにはJリーグから2年契約で斡旋されていた大口スポンサーとの契約が終了し次期運営予算が大幅に減少、主力選手を多数解雇する羽目となった。新戦力は補充したものの、入団テストの際に提示した条件は月給にしておよそ10万円で、予算不足は明らかだった。
当初から暫定的な社長就任であった中村の健康問題もあり、2001年9月には当時の監督であった高祖和弘がシーズン最終戦終了後に社長に就任する人事案を可決したが、後に撤回、年が明けた2002年に半年前から取締役に就任していた建設・解体会社社長の古賀照子が社長に就任した。しかし、古賀は自分の方針に反対する幹部、職員などを大量に解雇しスタッフを一新したが、大口スポンサーの撤退が相次ぎ経営は厳しくなる一方で、同年11月には早くも古賀は辞任を表明するも、結局留任するなど混迷をさらに深めた。

#### 2003年 - 2011年
2003年
千疋美徳が監督に就任し、攻撃重視のサッカーを目指したが機能せず、第17節から最終の第44節まで1勝も出来ず最下位に終わった。勝ち点でもこの年のJ2所属12チーム中で11位の横浜FCの半分にも満たず、最終成績はシーズン3勝、28試合連続勝ち星なし（翌シーズンと合わせ連続30試合まで更新）で当時のJ2ワーストを記録した。
チームはシーズン中から存続すら危ぶまれる状態にあり、2003年10月には古賀が再度辞任を表明。次期取締役選任機関として改革委員会を立ち上げ、その会長であった元佐賀大学学長の楠田久男を新社長に選任した。しかし、新組織が制作した来季の経営計画は一試合の入場者が実績の5倍近い15,000人。過大な企業協賛金も盛り込むなど見通しの甘いもので、Jリーグ諮問委員会は当然改善を求めたが、楠田ら新経営陣は「資金繰りの目処が立たない」として次期取締役への就任を撤回した。結局古賀が留任することとなったが、当時チェアマンの鈴木昌は「このままの経営が続けばJリーグからの除名や退会勧告もやむをえない」とまで述べている。このような状態のチームを引き受けようという監督をなかなか見つけられずにいたが、最終的にはJリーグからの紹介で元川崎監督の松本育夫が就任した。
2004年

2004年シーズン、松本は選手の約半分を入れ替えてシーズンに臨み、前半戦は記録的なペースで勝ち点を積み重ねていた松本の古巣である川崎に勝つなどほぼ五分の成績であったが、後半戦は故障者が続出したこともあり22試合でわずか1勝であった。
この年、ピッチ外では、社長である古賀が選手・監督らを創価学会および公明党関連の行事、選挙活動へ出席させたり（松本らは2度参加したものの3回めに拒否）、株主からの決算書開示請求を放置 した商法違反などを始めとしたクラブ経営の公私混同ぶりが露見。この件に抗議した松本を始めとした現場と古賀中心のフロントが対立し、古賀は松本をクラブハウス入室禁止処分とした。経営面でも引き続き混迷を極めており、Jリーグでは抜本的な解決のため、一旦100%減資し、新スポンサーを獲得するという条件付きでJリーグの関連会社・Jリーグフォト株式会社が新しいメインスポンサーが見つかるまで暫定的に出資することを提案したが、Jリーグの定めた6月末の期限までに全株主169人のうち、10人からの同意を取り付けることができず、Jリーグフォトからの出資も白紙に戻された。さらに古賀はこのシーズンのサポーターミーティングにて、鳥栖スタジアムの解体案という前代未聞の経営整理案を提示、これにはスタジアムの出資元の鳥栖市から激しく抗議され自治体も古賀の退任を要求した。会社・サポーター・出資元という三つ巴の騒動となり、クラブ消滅も現実味を帯びていた。
秋には古賀が三度目の辞任を表明。それに代わる新しい経営陣を一旦決定したが、新社長に就任する予定の井上良一が別途運営する法人の経営体質について、Jリーグから疑問視する意見が上がり、このまま運営するようであれば除名（クラブ解散、あるいは存続したとしてもJFLなど下位リーグへの強制降格）も辞さない可能性があった。また、当時ライブドア社長だった堀江貴文もクラブ買収の意向を示したが、実現しなかった。
その後、11月8日には古賀が新社長候補だった井上が辞退したことと、今後は県が推薦する企業を中心に話を進める考えを表明。11月12日に古川康知事が、佐賀県出身の元映像ディレクターで人材ネットワーク会社「クリーク・アンド・リバー社」を経営する井川幸広にクラブ経営を要請し、20日には井川と古賀が県、Jリーグ関係者も同席して初めて顔を合わせ、スムーズな経営体制の移譲に向けた「第一歩」を踏み出したかと思われた。しかし、一部株主により12月5日に臨時株主総会を開き、井上ら4人を取締役に選任する議案が提案された（新組織に自らの影響力を残すため、あるいは移譲を妨害するためと見られている）。同時期、強化担当を兼ねる運営担当者を含む、広報・営業担当者など古賀に批判的な社員5人が30日付での解雇通告を受けていたことも発覚（11月30日に撤回）し前途に暗雲が漂った。しかし、これがチーム存続への最後のチャンスと見る鳥栖市は交渉が不調に終わった場合、ホームタウン返上とクラブへの支援打ち切りを表明。新取締役の選任は否決された。
結局、2005年1月に井川を中心に出資して設立された「株式会社サガンドリームス」に対し、経営権を2400万円（譲渡費用2100万円、2004年12月-2005年1月の運営費用など300万円）で譲渡することを発表した。旧法人は解散（清算）となり、ようやく経営問題は解決となる。「サガンドリームス」の社長に就任した井川は、経営譲渡にあたって「サガン鳥栖のクラブ名の継続使用」「松本の続投」の2つの条件を出したが、条件は2つとも受け入れられた。
2005年

クラブスローガン ：「夢激闘」
この年からのクラブスローガンは親会社のサガンドリームスに因んで、頭文字に「夢」を使用した漢字3文字のものが使われている。
Jでの実績がある宮原裕司、氏原良二、ビジュを完全移籍、一柳夢吾、矢野大輔、八田康介などを期限付き移籍で獲得。また、新居辰基、飯尾和也、髙地系治といった実力者を下部リーグから獲得した。ヘッドコーチには長年東京Vを指導した岸野靖之、コーチに元鹿島の内藤就行を招聘した。
序盤は新加入の選手が多いことによる連携不足が目立ったものの尻上がりに調子を上げ、第15節終了時点では自動昇格圏内の2位にいた。しかし、第16節の草津戦での不可解なPK判定による敗戦（家本政明参照）や、DFを中心とした故障者の続出などで、最終的には8位で終えたが、圧倒的な強さでJ1昇格を果たした 京都から3勝を挙げる健闘も見られた。
個人では、新居が17得点を挙げてJ2の日本人得点王となった。また、鈴木孝明も15点を挙げ、2人で2004年のチーム総得点分の得点（32点）を稼いだ。
2006年

クラブスローガン ：「夢超戦」
元韓国代表でC大阪でも活躍したMF尹晶煥や、DF金裕晋など、韓国人選手を3人補強。日本人選手も大幅に入れ替え、積極的な補強を行った。攻撃陣では新居がJ2の日本人得点王になるなど選手に成長が見られ始めたことで、松本は「上位5チームの中で争うところまでいきたい」と述べた。また、この時期に松本の「総監督」就任が一部報道で噂されたが、結局は監督を続投した（ただし、翌年の松本は実際の指揮をヘッドコーチの岸野に任せている）。
シーズン序盤は新居でしか得点できない試合が続いて出遅れ、一時は最下位に転落した。後半戦では特に守備が安定したことで（第3クール以降の失点20はリーグ最少）優勝した横浜FCと同じ14勝を挙げ、第48節には4位に浮上。第49節の東京V戦に敗れてJ1昇格は無くなったが、最終順位は過去最高の4位となった。
2007年

クラブスローガン ：「夢必翔」
松本が監督を勇退してGMに就任し、後任監督に岸野が昇格。水戸からFWアンデルソンを獲得。福岡大学からGK赤星拓が入団した。一方で、2年連続でJ2の日本人得点王となった新居が千葉に移籍し、期限付き移籍中だった濱田武と金裕晋が所属元に復帰。さらには、GKシュナイダー潤之介が仙台へ移籍した。
開幕戦の福岡とのダービーで大敗。第1クールは前年以上に成績が悪かったが、第2クールからは、怪我人が復帰し、大分から移籍してきた柴小屋雄一を中心とした守備が安定し勝点25を積み上げたが、第3クールと第4クールと踏ん張れず、第47節の東京V戦に敗れてJ1昇格の可能性は消滅。
しかし、24得点をあげ、日本人得点王となった藤田祥史や、FWからサイドバックにコンバートされた日高拓磨ら、若手選手が成長。また、天皇杯4回戦で新潟を破った。
2008年

クラブスローガン ：「夢結蹴」
オフには、尹晶煥・山口貴之・村主博正・吉田恵といった30代の選手との契約を更新せずに、若手選手中心に補強を行った。その結果、最年長の選手は石田博行の28歳（1979年生まれ）となり、石田以外の選手は全員1980年代生まれとなった。
開幕戦で山形に勝ち、J2参戦10年目にして開幕戦初勝利を挙げると、その勢いでJ1昇格争いに絡んだ。この年は1度も首位を明け渡すことなく優勝した広島との試合時間の兼ね合いで、クラブ史上初めて暫定首位に立った。8月にMF船谷圭祐を獲得したが、第3クールに入ると下位チームへの取りこぼしが目立ち、昇格争いから脱落。最終順位は6位。天皇杯は大分、神戸とJ1勢に勝利し、ベスト8へ進出。
2009年

クラブスローガン ：「夢昇格」
岸野体制3年目。藤田祥史が大宮に移籍し、期限付き移籍の船谷圭祐が所属元の磐田に復帰した一方、ブラジル2部・3部のクラブで42試合29得点のFWトジン、MF島田裕介、元日本代表の山田卓也や、右SB柳沢将之、左SB磯崎敬太などを獲得した。
しかし、開幕直後に3連敗、一時は最下位となった。5月に横浜FMより山瀬幸宏、ハーフナー・マイクを、8月に大分からホベルトを期限付き移籍で獲得。一時はJ1昇格争いに迫る位置に付けたが、終盤の上位対決（仙台、湘南、甲府）で1分け2敗に終わり、最終成績は5位。天皇杯は4回戦でG大阪に敗退。シーズン終了後に岸野が監督を退任した。
また2009年より、九州地区のJリーグ加盟クラブなどが若手育成を目的として発足させた九州チャレンジャーズリーグに参加を決めたため、Jサテライトリーグから撤退した。
2010年

クラブスローガン ：「夢一岩」
岸野の後任監督には前年からコーチとして現場復帰していた尹晶煥が昇格する予定だったが、尹が取得しているAFCのA級ライセンスではJリーグで監督を行えないと判断されたことから、監督就任に必要なS級ライセンスをチームスタッフで唯一取得していたGMの松本が4年ぶりに監督に復帰（GMは解職）。尹はヘッドコーチとなり、実際のチームの指揮を主として執っていくのと同時に、S級ライセンスの取得も並行して行っていくことになった。
岸野は横浜FCの監督に就任し、高地系治、柳沢将之、武岡優斗、渡邉将基の4選手と一部のコーチが移籍。廣瀬浩二が栃木へ完全移籍したほか、ハーフナー・マイク、島田裕介なども期限付き移籍期間が終了し退団した。一方、福岡大学からMF藤田直之、韓国の大学からMF金民友とDF呂成海等が入団、Honda FCからMF早坂良太を、神戸からDF丹羽竜平を、仙台からDF木谷公亮をそれぞれ完全移籍で、京都からFW豊田陽平を期限付き移籍で獲得するなど、陣容は大きく入れ替わった。
前半戦は上位に付けていたが中盤以降は失速。最終成績は9位。なお、この年は金民友が韓国代表となり、鳥栖から初めてのA代表選出となった。
2011年

クラブスローガン ：「夢結束」
前年S級ライセンスを取得した尹が監督に就任。またGKコーチに高嵜理貴が就任。なお、松本はアドバイザーに就任したが、任期途中の2011年5月末に退任した。
元主将のDF飯尾和也、昨シーズン途中から期限付き移籍していたMF野崎陽介が横浜FCへ、DF日高拓磨が札幌へ、MF衛藤裕が徳島へ、MF長谷川博一が大分へそれぞれ移籍し、GK浅井俊光、DF市原大嗣、MF朴庭秀、MF金浩男、MF下地奨が退団、GK首藤慎一は引退、FW萬代宏樹は草津に期限付き移籍した。
補強は、DF浦田延尚、DF金明輝、MF永田亮太、MF米田兼一郎、MFキム・ビョンスクが完全移籍で、MF岡本知剛、MF國吉貴博が期限付き移籍で加入、GK奥田達朗、DF守田創、FW野田隆之介が新加入、DF田中輝和が完全移籍となり、また豊田の期限付き移籍期間を延長した。前年と異なり、この年は主力の多くを残留させることができた。さらにシーズン開幕後の4月30日に、故障の影響で前年限りで湘南を退団していた新居辰基が完全移籍で5年ぶりに復帰した。
開幕戦はFC東京に惜敗したが、東日本大震災による中断明けとなった第8節（2試合目）の横浜FC戦で岸野が退団してから初めて勝利すると勢いに乗り、5月終了時点で2位に浮上した。6月と7月はともに1勝ずつとやや苦戦し、シーズン試合数の半分（19試合）を消化した時点では7勝6敗6分（勝ち点27）の7位で、J1昇格圏内の3位とは勝ち点10差が付いていた。しかし、第24節（20試合目）から16試合連続無敗（11勝5分）で第31節（29試合目）で2位に再浮上した。第36節ホーム北九州戦で逆転負けし3位の徳島に勝点で並ばれたが、続く第37節アウェーでの徳島との直接対決に3-0で勝利。第38節は熊本に引き分けて、2位でシーズンを終了。
12月の臨時理事会でJ1昇格が決定した。なお、1999年のJ2創設から13年目で初のJ1昇格となり、23得点を挙げた豊田がクラブ初のJ2得点王に輝いた。なお、鳥栖の昇格をもって、J2創設時の所属10チームは全て最低1回はJ1に昇格したことになる。

### 2012年 - 2024年（J1）
2012年

クラブスローガン ：「超! 結戦」
尹体制2年目で、チーム初のJ1での戦い。DF浦田延尚が愛媛に、MF山瀬幸宏が富山に、MF永田亮太が山形に完全移籍、DF田中輝和、MF米田兼一郎、MF柳澤隼、MFキム・ビョンスクが退団、DF金明輝とFW新居辰基が引退。昨シーズン草津に期限付き移籍していたFW萬代宏樹は山形へ完全移籍した。
一方で、期限付き加入していたFW豊田陽平とMF國吉貴博が完全移籍加入、MF岡本知剛は広島からの期限付き移籍期間を延長した。また、磐田からMF船谷圭祐を、甲府からDF犬塚友輔とDF小林久晃をそれぞれ完全移籍で獲得。仙台からMF高橋義希が、横浜FMからDF金根煥とMF水沼宏太が、コリンチャンス-ALからFWトジンが期限付き移籍で加入した。また、2011年の特別指定選手だったFW岡田翔平、MF黒木晃平、DF黒木恭平が新加入した。高橋とトジンは3年ぶり、船谷は4年ぶりの復帰となった。
開幕戦はC大阪と引き分け、第3節の横浜FM戦でJ1初勝利を挙げた。「昇格で十分に快挙」と揶揄され、評論家の多くが最下位での「降格鉄板」を予想する中、リーグ戦では、豊富な運動量に前線からのプレスからのショートカウンターを組み合わせた戦術が機能し、前半戦は6勝6分5敗の10位。後半戦に入り第27節から3連敗したが、第30節から4連勝。第31節の磐田戦でJ1残留を決め、第33節終了時には3位に浮上した。最終順位は5位で、初昇格初年度のチームとしてはJ1が18チームとなった2005年度以降で最高の成績となった（2024年に町田ゼルビアが3位で更新）。豊田が得点ランキング2位となる19得点を挙げ、Jリーグベストイレブンに選出された。なお、ホームゲームは11勝3分3敗で、これは2012年シーズンの全18クラブを通じて最高勝率であった。
ナビスコカップでグループ5位となりグループリーグ敗退。天皇杯は、2回戦でJFLカマタマーレ讃岐に敗退。
2013年

クラブスローガン ：「超! 奮迅。」
尹体制3年目。なお、尹と2014年までの2年契約を結んだ。また、2012年度の収入が約14億円となり、2011年からほぼ倍増した。
契約満了でDF犬塚友輔、DF守田創が、また期限付き移籍終了でMF岡本知剛（広島に復帰）、DF金根煥（横浜FMに復帰後新潟に完全移籍）、FWトジンが退団した。加えて2012年途中から期限付き移籍していたMF國吉貴博が富山に完全移籍、DF黒木恭平が愛媛へ、MF黒木晃平が熊本へそれぞれ期限付き移籍した。
一方、他クラブからの獲得オファーもあった（中には海外からの高額オファーもあったと本人が後日語っている）FW豊田陽平と契約を更新。また、2012年に期限付き加入していたMF高橋義希とMF水沼宏太がそれぞれ完全移籍で加入。このほか、福岡からMF末吉隼也、ミジョナリオスからMFジョナサン、オンセ・カルダスからFWディエゴを完全移籍で獲得し、横浜FMからDF金井貢史、G大阪からDF金正也、サンパウロFCからロニをそれぞれ期限付き移籍で獲得。新戦力としては、2012年に特別指定選手としてプレーしたMF清武功暉、DF坂井達弥、DF岸田翔平の大卒3選手と、地元佐賀東高出身のFW平秀斗が加入した。このうちFWディエゴは家庭の事情で2ヶ月で退団している。
守備の軸となっていた岡本・金根煥が抜け、さらには前年までの戦術を各チームに研究されたこともあり、開幕3戦目でシーズン初勝利を挙げるも、第4節から6試合勝利なし（2分4敗）で15位まで順位を下げ、FIFAコンフェデレーションズカップによりリーグ戦が中断された第13節終了時点では、2勝4分7敗の勝点10、自動降格圏となる16位の湘南との勝点差は僅か1、最下位の大分との勝点差すら僅か3であった。7月にリーグ戦が再開した後も、8月上旬までの7試合で2連敗2回を含む2勝1分4敗で、16位との勝点差が1から3という状態が続いており、前半戦だけで前年の総失点数を上回る40失点（リーグ最多）を喫するなど、調子は必ずしも上向かなかったが、7月後半に入り、FWロニとの期限付き移籍契約を解除し、MFニルソンをブラジル・メトロポリターノから完全移籍で、MF菊地直哉を新潟から、FW播戸竜二をC大阪からいずれも期限付き移籍で相次いで獲得。さらに、8月上旬、相次ぐ負傷によりトップチーム登録のGK3人が戦線離脱し、残るのは特別指定選手のGK藤嶋栄介（福岡大学）のみという事態 となったところで、急遽清水からGK林彰洋を期限付き移籍で獲得した。
林獲得直後の第21節ホーム大宮戦で勝利し連敗を止めた後、3連勝2連勝各1回を含む6戦負けなしで一気に16位との勝点差を10に広げる。直後に3連敗した（うち2敗は菊地・林がそれぞれ契約で出場できない新潟戦、清水戦）ものの、その後のリーグ戦最終5節を4連勝を含む5戦負けなしで終え、結局13勝7分14敗の勝点46で12位となった。
ヤマザキナビスコカップではBグループ6位の成績。天皇杯はクラブ史上初となるベスト4の成績（準決勝で横浜FMに敗退）。
2014年

クラブスローガン ：「超! 激翔。」
尹体制4年目。MFニルソンと、愛媛へ期限付き移籍中だったDF黒木恭平が契約満了で退団。FW野田隆之介が名古屋へ、GK室拓哉が大分へ完全移籍したほか、2013年途中から期限付き移籍していたDF木谷公亮が岐阜へ、MF船谷圭祐が水戸へそれぞれ完全移籍。また、期限付き移籍終了でDF金正也がG大阪へ復帰。FW岡田翔平が湘南へ、MF末吉隼也とMFジョナサンが大分へそれぞれ期限付き移籍となり、MF黒木晃平は熊本への期限付き移籍期間を延長した。
一方、2013年に期限付き加入していたDF金井貢史と、2013年途中から期限付き加入したMF菊地直哉、FW播戸竜二、GK林彰洋がいずれも完全移籍で加入したほか、特別指定選手だったGK藤嶋栄介と元U-17韓国代表のDFキム・ミンヒョクが新加入。また、磐田からDF安田理大、甲府から崔誠根をいずれも完全移籍で、磐田からMF菅沼実、柏からMF谷口博之、広島からMF岡本知剛をいずれも期限付き移籍（岡本はシーズン途中で完全移籍に移行）でそれぞれ獲得した。岡本は2シーズンぶりの鳥栖復帰となった。
7月5日、当該クラブ所属のサッカースクールコーチが無免許及び酒気帯び運転により逮捕された。この件に対し、クラブは同コーチを7月8日付で契約解除し、Jリーグからはけん責及び制裁金300万円の処分が下された。
開幕前に「上位争いをするだけではなく、何かしらのタイトルを狙う」と尹が語った このシーズン、第12節には暫定ながらチーム初の単独首位に立ち、W杯ブラジル大会に伴う中断期間中にDF呂成海のKリーグ・慶南FCへの移籍こそあったもののルーキーのDFキム・ミンヒョクがその穴を埋める働きで前年後半からの好調を維持し、8月2日の第18節・名古屋戦でこのシーズン10度目の完封勝利で再び首位に立った 直後の8月8日、クラブから監督の尹との契約を前日（8月7日）付けで解除したことが発表された。首位のチームが監督交代となる極めて異例の事態について、強化部長の永井隆幸は「（尹との間で）今後のチーム作りのビジョンや考え方がクラブと合わなかった」「ことし来年以降の戦いを見据えたなかで監督を交代する決断をした。お互いが新たなステップとして高めていくためだ」と説明し、チーム側から尹に退任を打診したことを明らかにした。後任にはコーチの吉田恵が昇格した。
監督交代後、ポゼッションを取り入れた戦術への切り替えを試みたが十分に機能せず、逆に持ち前の堅守が鳴りを潜め、吉田体制始動後から第94回天皇杯2試合を含めて公式戦10試合連続失点（この間リーグ戦2勝1分5敗、8得点14失点、天皇杯も4回戦でJ2・モンテディオ山形に敗戦）を喫し、順位を5位にまで下げる。選手からの進言もあり従前の縦に速い攻撃重視の戦術に戻し、その後の8試合では5勝1分2敗と勢いを取り戻し、最後の4試合は無敗（3勝1分）で乗り切ったものの、第33節のホーム最終戦・浦和戦で引き分けたことで優勝の可能性が消滅。最終節・鹿島戦で勝利し試合終了時点では暫定4位をキープした が、天候の関係で最終節が後日開催となった柏に勝ち点・得失点差で並ばれ、総得点で上回られたことで5位に後退してシーズン順位が確定、AFCチャンピオンズリーグ2015への出場機会を逃した。
翌年に発表された決算では、当期純損失3億6030万円を計上、2期連続の赤字となった。入場料収入の減少や、ユニホームの背中スポンサーだった「グラス・ワン・テクノロジー」の破産による貸倒引当金の計上などが影響しているという。
2015年

クラブスローガン ：「Next Stage〜挑戦〜」
新監督に、元磐田監督・前京都コーチの森下仁志を招聘（前監督の吉田恵はコーチに復帰）。コーチの金熙虎が新たにKリーグチャレンジに参入するソウルイーランドFCに、清水智士・中村圭介の両コーチが元監督の尹晶煥が新たに監督に就任したKリーグクラシック・蔚山現代にそれぞれ移籍する一方で、2013年シーズン途中まで在籍し、2014年シーズンで現役引退した木谷公亮がコーチとして加入（復帰）。また京都から津越智雄、町田から末藤崇成をトップチームコーチとして招聘、通訳の金正訓がコーチ兼任となった。
選手ではDF安田理大が神戸に、FW播戸竜二が大宮に、DF金井貢史が千葉にそれぞれ完全移籍、期限付き移籍中だったMF黒木晃平が熊本に、MF末吉隼也が福岡にそれぞれ完全移籍、MFジョナサンは契約解除により退団、FW岡田翔平は湘南への期限付き移籍期間を延長した。また、DF坂井達弥が松本へ、DF岸田翔平が長崎へそれぞれ期限付き移籍となった。
一方、期限付き加入していたMF谷口博之とMF菅沼実が完全移籍加入。清水からDF吉田豊、磐田からMF白星東がいずれも完全移籍で、京都からFW田村亮介が期限付き移籍でそれぞれ加入。前々年から特別指定選手としてチームに加わっていたMF福田晃斗・FW山﨑凌吾の2名に加え、高卒のDF笹原脩平（秀岳館高校）・MF鎌田大地（東山高校）の計4名が新加入となった。夏の移籍期間には、MF清武功暉が熊本に期限付き移籍した一方で、DF坂井達弥とFW岡田翔平がいずれも期限付き移籍の期間を早めて復帰した。
この年はクラブエンブレムをリニューアル（後述）、クラブスローガンも公募によりこれまでの「超! ◯◯」の形から一新された。
尹時代の「守備重視+ショートカウンター」の戦術から「パスワークから崩していく攻撃」へのモデルチェンジを模索したこのシーズン、1stステージは序盤こそ連勝もあって3位まで順位を上げるものの、ホーム浦和戦の6失点をはじめとして守備が崩壊、終盤に4連敗し11位で終える。2ndステージもエース豊田をはじめとして怪我が相次いで浮上のきっかけを見いだせず順位を下げ続け、一時は降格圏寸前の年間14位にまで順位を下げる。終盤にかけて、それまでの「4-2-3-1」フォーメーションから「3-4-2-1」にシステムを変更して守備を安定させ、終盤は5戦負け無し（2勝3分け）で年間11位でシーズンを終えた。負け数は前年と同じ12敗ながら引き分けがリーグ最多の13試合で、得点力に課題を抱え（リーグ15位の37得点）勝ちきれない試合が増えたことが低迷の原因とされた。また、このシーズンはホームで4勝8分5敗とJ1昇格後初の負け越し。特に4月12日の1stステージ第5節・山形戦から11月7日の2ndステージ第16節（ホーム最終戦）・仙台戦まで7ヶ月間ホームでの勝ち星を挙げることが出来なかった。
ヤマザキナビスコカップではAグループ6位の成績。天皇杯はベスト8の成績（準々決勝でG大阪に敗退）。
2016年

クラブスローガン ：「サガン魂〜砂」（1stステージ）、「サガン魂〜岩」（2ndステージ）
今期のスローガンは、1stステージ用と2ndステージ用で別のものを用意するという形となった。
新シーズンの監督としてハンブルガーSVやVfLヴォルフスブルクで指揮を執ったフェリックス・マガトの招聘を試み、一時は鳥栖と1年契約で基本合意したと報じられた が、最終的にマガト側がサガン鳥栖の監督就任要請を断る旨を2015年12月31日に自身のFacebookで表明、同日鳥栖側にも断りの連絡が入って招聘は実現せず。鳥栖は急遽、前FC東京監督のマッシモ・フィッカデンティにオファー、2016年1月7日に契約が発表された。フィッカデンティの腹心とも言えるブルーノ・コンカがコーチに、イタリアの複数のチームでフィジカルコーチを務めたジャンルーカ・コギがフィジカルコーチにそれぞれ就任。クラブ史上初めてのイタリア人監督となる。一方、前シーズンの監督だった森下仁志は契約解除により退団。6年間コーチ・監督を務めた吉田恵も岐阜コーチに移籍。フィジカルコーチの津越智雄も契約満了で退団した。
GK奥田達朗（磐田に移籍）、MF菅沼実（夏に熊本に移籍）、DF笹原脩平（東海大学に進学）が契約満了により退団。4年間キャプテンを務めたMF藤田直之が神戸に、前シーズン32試合出場のMF水沼宏太がFC東京にそれぞれ完全移籍。期限付き加入中だったFW田村亮介が京都に復帰。MF清武功暉（熊本）とDF岸田翔平（長崎）の期限付き移籍期間を延長したほか、FW山﨑凌吾が徳島に、GK藤嶋栄介が千葉にそれぞれ期限付き移籍となった。
新戦力としては、栃木からMF中美慶哉、C大阪からMF楠神順平、大宮からFW富山貴光、柏からDF藤田優人をそれぞれ完全移籍で、磐田からGK牲川歩見を期限付き移籍で獲得。DF三丸拡（筑波大学）とGK辻周吾（千葉U-18）が新加入。
5月にFW平秀斗が群馬へ育成型期限付き移籍したほか、夏の移籍期間には、鹿島からMF青木剛を、FCステアウア・ブカレストからMFアイメン・タハールを、元ゲンチレルビルリイSKのFWムスタファ・エル・カビルをそれぞれ完全移籍で獲得した。一方で、MF中美慶哉が金沢へ、DF坂井達弥とMF白星東が長崎へ、DF丹羽竜平が千葉へ、DF菊地直哉が札幌へ、MF岡本知剛が湘南へ、MF崔誠根が岐阜へそれぞれ期限付き移籍、MF楠神順平はAリーグ・ウェスタン・シドニーへ完全移籍し、シーズン中に9人もの選手を放出する事態となった。
フィッカデンティは尹晶煥時代から続く「4-2-3-1」スタイルを変え、中盤をダイヤモンド型にした「4-4-2（4-1-2-1-2）」に変更し、それまでの縦に速いショートカウンター主体の攻撃から、緻密な守備から連動性ある攻撃につなげるポゼッション重視の戦い方を採用する。しかしながら、長年培ったチームスタイルからの戦術変更は浸透に時間を要し、特に攻撃力が著しく低下。1stステージは失点数こそリーグ2位（15失点）と堅守がよみがえったものの、得点はリーグワーストの10得点にとどまり4勝のみ（5分け8敗）。降格圏まで勝ち点1差の15位にとどまる。しかし、2ndステージに入るとフィッカデンティの戦術が浸透。メンバーが固定され、特に守備的MF（アンカー）が高橋義希で固定されるようになると序盤は6戦負け無し（4勝2分け）でステージ優勝争いにも絡めるようになる。最終的には第11節からの4戦勝ち無し（1分け3敗）が響いて優勝争いから脱落し8位にとどまったものの、年間11位で5年連続のJ1残留を果たした。
ヤマザキナビスコカップ（準々決勝以降「YBCルヴァンカップ」に名称変更）では、Bグループで4分2敗と未勝利でグループ最下位に終わった。
天皇杯では、ラウンド16（4回戦）に進出したが、ホームで広島に0-3で敗れ、前年に続く準々決勝進出を逃した。
2017年

クラブスローガン ：「PASSION+ONE」
フィッカデンティ体制2年目。
DF磯崎敬太とDF小林久晃が現役引退。群馬へ期限付き移籍していたFW平秀斗（福島に移籍）、千葉へ期限付き移籍していたDF丹羽竜平（鹿児島に移籍）が契約満了により退団。前年途中加入したFWムスタファ・エル・カビルとMFアイメン・タハールとの契約を解除。7年間所属しキャプテンも務めたMF金民友が兵役のため退団（Kリーグクラシック・水原三星へ完全移籍）、3年半レギュラーを務めたGK林彰洋がFC東京へ、7年間在籍したMF早坂良太が札幌へ、FW岡田翔平が群馬へそれぞれ完全移籍。また、熊本に期限付き移籍していたMF清武功暉が千葉へ、長崎に期限付き移籍していたDF岸田翔平が大分へ、徳島に期限付き移籍していたFW山﨑凌吾がそのまま徳島へ、湘南に期限付き移籍していたMF岡本知剛が松本へ、岐阜へ期限付き移籍していたMF崔誠根がKリーグクラシック・水原三星へ、長崎に期限付き移籍していたMF白星東がKリーグチャレンジ・水原FCへそれぞれ完全移籍した。またMF中美慶哉（金沢）、DF菊地直哉（札幌）の期限付き移籍期間をそれぞれ延長したほか、千葉に期限付き移籍していたGK藤嶋栄介は松本へ、長崎に期限付き移籍していたDF坂井達弥は大分へそれぞれ期限付き移籍となった。さらに期限付き加入中だったGK牲川歩見が期限付き移籍満了（群馬へ期限付き移籍）となった。
新戦力としては、名古屋からMF小川佳純、横浜FMからDF小林祐三、柏からDF太田徹郎、ジュピラー・プロ・リーグ・シント＝トロイデンVVからFW小野裕二、仙台からMF水野晃樹、プリメーラB・ナシオナル・アトレティコ・トゥクマンからDFフランコ・スブットーニ、エアステリーガ・SVホルンからGK権田修一、Kリーグクラシック・水原三星からFW趙東建をそれぞれ完全移籍で、川崎からMF原川力を期限付き移籍で獲得。U-18から前年2種登録されていたMF石川啓人とFW田川亨介がトップチーム昇格した。シーズン開始後の3月にセリエA・カリアリからFWビクトル・イバルボを期限付き移籍で、4月にセリエB・チェゼーナからGKファンティーニ燦を完全移籍で獲得。
夏の移籍期間を前にMF鎌田大地がブンデスリーガ・フランクフルトへ完全移籍。リーグ戦中断中にDFフランコ・スブットーニとの契約を解除し、DF太田徹郎が山形へ、MF小川佳純とFW富山貴光が新潟へそれぞれ期限付き移籍した。一方で、Kリーグ・蔚山現代からDF鄭昇炫、Kリーグ・全南からMF安庸佑、FC東京からMF河野広貴をそれぞれ完全移籍で獲得、期限付き移籍だったFWビクトル・イバルボが一旦契約満了となった後に完全移籍で加入した。
近年にない大型補強を敢行する一方で「継続性のある戦い」を目標に掲げたものの、好不調の波が激しく、ホームではリーグ3位タイの11勝（1分け5敗）を挙げながらアウェイではリーグ最少のわずか2勝（7分け8敗）にとどまり、連勝は第19・20節の1度のみ。MF原川の7得点をはじめ新戦力が攻守に活躍し、前年より順位を上げて8位でシーズンを終えた。
2018年
クラブスローガン ：「ITADAKI(頂)」
フィッカデンティ体制3年目。GKコーチの高嵜理貴が退団（北九州GKコーチに就任）。
期限付き移籍中だったMF太田徹郎（青森へ移籍）、DF坂井達弥（山形へ移籍）、GK藤嶋栄介（山口へ移籍）が契約満了で退団。同じく期限付き移籍中だったDF菊地直哉（札幌）、MF小川佳純（新潟）が各チームに、FW富山貴光（新潟）が大宮に、MF中美慶哉（金沢）が松本に完全移籍したほか、DF青木剛が熊本へ完全移籍した。またFW豊田陽平がKリーグ1・蔚山現代へ期限付き移籍となった。
一方、期限付き加入中だったMF原川力が完全移籍加入。京都からDF高橋祐治、東京VからDF安在和樹、神戸からMF高橋秀人が完全移籍加入。MF伊藤遼哉（フォルトゥナ・デュッセルドルフU-19）が新加入。シーズン開始後の3月に、GK辻周吾が横浜FCに期限付き移籍すると同時に、横浜FCからGK高丘陽平が期限付き加入、さらにブルガリアプロサッカーリーグ・PFCベロエ・スタラ・ザゴラからMF加藤恒平を完全移籍で獲得した。
リーグ戦では第6節からJ1昇格後ワーストとなる7連敗を喫し、ワールドカップによる中断前の第15節終了時点では3勝4分8敗勝点13、J2自動降格圏の17位と低迷。YBCルヴァンカップでも、1勝2分3敗でグループD最下位に終わった。
夏の移籍期間には、DF鄭昇炫が鹿島に完全移籍、MF水野晃樹が熊本に期限付き移籍した一方で、FW豊田が蔚山への期限付き移籍から復帰。また、長崎からDF乾大知、UAE・アル・ナスルSCからDFジョアン・オマリをそれぞれ期限付き移籍で、リーガ・エスパニョーラ・アトレティコ・マドリードからFWフェルナンド・トーレス、鹿島よりFW金崎夢生、徳島からMF島屋八徳をそれぞれ完全移籍で獲得した。
第20、21節でシーズン初のリーグ戦連勝により15位に上がるものの勝ちきれない試合が続き、再び自動降格圏の17位に転落した第29節後の10月18日付でフィッカデンティを解任し、U-18監督兼トップチームコーチの金明輝が監督に就任。監督交代後から最終節までの5試合を3勝2分無敗で乗り切り、10勝11分13敗の14位でシーズンを終えた。失点数34は優勝した川崎の27に次ぐ2位タイの少なさだったものの、得点数が29と次点の磐田より6ゴール少ないJ1最少であった。
天皇杯では、2013年大会以来5年ぶりに準々決勝に進出したが、浦和に敗れた。
2019年
クラブスローガン ：「砂岩魂」
前ジムナスティック・タラゴナ監督のルイス・カレーラスが監督に就任（前監督の金明輝はトップチームコーチに復帰）。FCバルセロナのアカデミーコーチを長く務めたマルク・ヴェラスコ・ボレイがコーチに就任し、2014年までコーチを務めていた湘南コーチの金熙虎がコーチとして復帰。
GKファンティーニ燦、MF加藤恒平（ヴィジェフ・ウッチに完全移籍）が契約満了で退団、期限付き加入中のDF乾大知（横浜FCに完全移籍）、DFジョアン・オマリ（アル・ナスルに復帰）が期限付き移籍満了で退団。期限付き移籍中だったGK赤星拓（現役引退）、GK辻周吾（横浜FCに移籍）、MF水野晃樹（SC相模原に移籍）が退団。DFキム・ミンヒョクが全北現代に、DF吉田豊が名古屋に、FW田川亨介がFC東京に、GK権田修一がポルティモネンセSCに完全移籍。MF河野広貴が東京Vに、FW池田圭がFELDAユナイテッドFCに期限付き移籍。
一方、期限付き加入中だったGK高丘陽平が完全移籍加入。FCディナモ・ミンスクからDFニノ・ガロヴィッチ、新潟からDF原輝綺、FC東京からGK大久保択生、CFレウスからMFイサック・クエンカ、FCアシュドッドからDFカルロ・ブルシッチが完全移籍加入。MF樋口雄太（鹿屋体育大学）、GK金珉浩（輔仁高等学校）が新加入。U-18のFW石井快征がトップチーム昇格。U-18のGK板橋洋青とMF松岡大起を2種登録。
前線に数多くのタレントを揃え、攻撃力の強化を目指し、プレシーズンマッチ等で4-3-3の攻撃的布陣を構築しようとしたが、開幕戦の名古屋戦で急遽守備的布陣で臨み0-4の大敗を喫するなど、相手によってスタイルを変える戦い方が全く功を奏せず、Jリーグワースト記録となる開幕10試合でわずか1得点 と目指した方向性とは逆の結果を招き、チーム内部からもカレーラスの戦術を不安視する声が噴出するなどしたこともあり、第10節の大分戦はカレーラスの体調不良を理由に金明輝が暫定的に指揮を執り、試合後にカレーラスの退任を発表、5月7日に金明輝の監督就任（復帰）が発表された。第11節G大阪戦で7試合ぶりに得点、3-1で勝利し連敗を5で止めると、第13節まで3連勝し一旦14位まで順位を上げたが、第14節から3連敗し再び最下位、第17節清水戦に4-2で勝利し、17位松本と勝点および得失点差で並び、総得点で上回る16位で前半戦を終える。
春の移籍期間にDF岩下敬輔が福岡から期限付き移籍。4月にU-18のMF本田風智を2種登録、6月には2種登録だったMF松岡大起と正式契約を結び、MF伊藤遼哉とは契約を解除した。さらに夏の移籍期間にはGK大久保択生が清水に完全移籍。DFニノ・ガロヴィッチがFCディナモ・ミンスクに、MF島屋八徳が徳島に、FWビクトル・イバルボが長崎に期限付き移籍した。また、DFカルロ・ブルシッチとの契約を解除し、FWフェルナンド・トーレスは現役を引退した。
一方、DFパク・ジョンスが柏から、FWチアゴ・アウベスが全北現代モータースから、FW金森健志が鹿島から、DF金井貢史が名古屋から期限付き移籍した。また翌年の加入が内定したFW林大地（大阪体育大学）を特別指定、U-18のDF大畑歩夢、MF相良竜之介を2種登録。
第19、20節と連敗し両節で最下位となった後、第22、23節の連勝で16位となり、第29節には15位、第31節には14位まで順位を上げるが、最後まで残留争いに巻き込まれ、最終節、勝点で並ぶ15位清水に0-1で敗れたものの、勝てば順位が逆転する16位湘南が引き分けに終わったことで15位となり、2シーズン連続で16位と勝点で並びながら得失点差で上回る形でJ1残留を決めた。
2020年
クラブスローガン ：「GO」
金体制2年目（シーズン開始当初からは初めて）。MF谷口博之が現役引退。期限付き移籍中のFWビクトル・イバルボ（長崎）、MF島屋八徳（徳島）、MF河野広貴（東京V）がそのまま期限付き移籍先へ、FCディナモ・ミンスクに期限付き移籍中のDFニノ・ガロヴィッチがHNKリエカへ完全移籍、DF高橋祐治、DF三丸拡（以上柏へ）、MFイサック・クエンカ（仙台へ）、MF福田晃斗（湘南へ）、DF藤田優人（甲府へ）、MF小野裕二、GK石川慧（以上G大阪へ）がそれぞれ完全移籍。期限付き加入中だったMF金井貢史が期限付き移籍満了（名古屋→清水へ）、DF安在和樹が山口に、MF石川啓人が熊本にそれぞれ期限付き移籍。さらにシーズン開始後の3月にはFW金崎夢生が名古屋へ期限付き移籍した。
一方、期限付き加入中のFW金森健志（鹿島から）とDF岩下敬輔（福岡から）が完全移籍加入。京都からMF小屋松知哉とMF湯澤洋介、神戸（前年後半は水戸に期限付き移籍）からDF宮大樹、徳島からDF内田裕斗、松本からDFエドゥアルドとGK守田達弥、全北現代モータースからFWチアゴ・アウベス、広州富力からDF王嘉楠を完全移籍で獲得。また、仙台を退団したMF梁勇基が加入したほか、プラサ・コロニアからFWレンゾ・ロペスが期限付き加入、DFパク・ジョンスの柏からの期限付き加入期間を延長。DF森下龍矢（明治大学）とFW林大地（大阪体育大学）が新加入したほか、GK板橋洋青、DF大畑歩夢、MF本田風智がU-18からトップチーム昇格。さらにU-18の相良竜之介、兒玉澪王斗、中野伸哉を2種登録とした。
大口スポンサーとの契約終了などから2019年度決算で20億円の巨額赤字を計上したこともあり、人件費圧縮のため主力選手を放出し若手中心のポゼッションスタイルに一変。開幕当初は5試合連続無得点と低迷し、さらに8月には選手や監督など10名が新型コロナウイルス感染症 (COVID-19)に集団感染し、シーズン中に約2週間にわたってチーム活動の停止を余儀なくされるなどした が、ルーキーら若手の躍動もあって前半を終えて暫定14位となった。
シーズン途中の8月にU-18の永田倖大を2種登録、10月にはGK高丘陽平が横浜FMに完全移籍した一方、GK朴一圭が横浜FMより期限付き移籍加入した。
リーグ後半戦は4連敗・7戦勝ち無しがあるなど停滞期もあったものの、ユース出身の本田、大畑や2種登録のDF中野伸哉などの積極起用が徐々に功を奏し、この年リーグを圧倒した川崎に対して唯一勝利を許さず、ラスト5戦を無敗(1勝4分)で終え、13位でシーズンを終えた。なお、この年記録したシーズン15引き分けは、延長戦が廃止された2003年以降では、2005年のFC東京、2011年のベガルタ仙台、2012年の横浜F・マリノス、2014年のヴァンフォーレ甲府が記録した14引き分けを抜きJ1最多記録となった。
2021年
クラブスローガン ：「Full Power」
金体制3年目。DF岩下敬輔が現役引退、DF小林祐三がプロサッカー選手引退（Criacao Shinjukuに移籍）。FW趙東建（華城FCへ移籍）、MF安庸佑（大邱FCへ移籍）、DF王嘉楠が契約満了で、DFパク・ジョンス（城南FCへ移籍）、FWレンゾ・ロペス（プラサ・コロニア→モンテビデオ・ワンダラーズFCへ期限付き移籍）が期限付き移籍期間満了でそれぞれ退団。DF高橋秀人が横浜FCに、MF原川力がC大阪に、DF原輝綺が清水に、MF森下龍矢が名古屋に、DF宮大樹とFW金森健志が福岡に、FWチアゴ・アウベスがG大阪にそれぞれ完全移籍。期限付き移籍中のFW金崎夢生が名古屋に、MF石川啓人が山口にそれぞれ完全移籍、DF安在和樹が東京Vに期限付き移籍した。
一方、期限付き加入中のGK朴一圭（横浜FMから）が完全移籍加入。大宮からMF酒井宣福、千葉からFW山下敬大、大分からMF島川俊郎、鹿児島からFW和田凌、清水からDFファン・ソッコ、横浜FM（前年途中から京都でプレー）からMF仙頭啓矢、栃木からDF田代雅也、群馬からMF飯野七聖、マッカビ・テルアビブFCからFWチコ・オフォエドゥ、FKヴラズニアからFWイスマエル・ドゥンガを完全移籍で獲得。DF松本大輔、DF今掛航貴（以上中央大学）が新加入したほか、FW兒玉澪王斗、MF相良竜之介がU-18からトップチーム昇格。U-18のDF中野伸哉、DF安藤寿岐、MF福井太智を2種登録。
また、シーズン開幕後に札幌からMF中野嘉大を期限付きで、韓国・輔仁高等学校からはGK嚴叡勳を新卒で獲得、立正大学のDF孫大河を特別指定、U-18のDF岡英輝を2種登録とする一方、GK金珉浩が長野に期限付き移籍した。
20年度決算は債務超過となり厳しい経営環境から補強は小規模だったが、ユースからの昇格組をはじめとした若手が台頭。3バックの3-5-2（あるいは5-3-2）の布陣を基本としながら、攻撃時には右WBの飯野がDFラインまで下がって左CBの中野伸哉または大畑が高めの左サイドバックのようなポジションに入って左右非対称の4バックのようになる独特の可変システム が浸透し、降格候補に挙げられた下馬評を覆して代表選によるリーグ中断前を9勝6分け3敗の勝ち点33で4位につけ上々の滑り出しを果たした。
夏の移籍期間などでは、FW石井快征を愛媛に、FW兒玉澪王斗を相模原に、DF今掛航貴を水戸へ育成型期限付き移籍させたほか、長年チームを中心選手として支えてきたFW豊田陽平が栃木に、ユース出身でクラブ史上初となる高校3年生でのトップ昇格を果たしたMF松岡大起が清水に、前年のチーム内得点王で東京オリンピック代表にも選出されたFW林大地がベルギーのシント＝トロイデンVVに完全移籍した。対して鹿島からMF小泉慶を完全移籍で、同じく鹿島からMF白崎凌兵、札幌からFW岩崎悠人を期限付き移籍で獲得した。また、2種登録だったU-18のDF中野伸哉をトップに昇格させ、同じくU-18のFW二田理央は2種登録を経てプロ契約を結んだ後、オーストリアのFCヴァッカー・インスブルックU-23に期限付き移籍した。
12月20日、金監督の退任と川井健太の後任監督就任が発表されたが、同月30日、Jリーグは同年8月に複数の告発を受け、かねてから疑惑のあった金前監督による選手・スタッフに対するパワーハラスメントを認定し、金について「JFA指導者に関する規則」第20条第7号の「暴言・暴力及びハラスメント行為を行わない」行為に違反したとして、公式試合への出場資格停止8試合、又は8試合に相当する期間の経過（公式試合に参加する立場の役職に就いていない場合は、公式試合8試合に相当する期間（2022年2月19日から3月26日まで）の経過をもって公式試合8試合の出場の資格停止を消化したものとみなす）と譴責処分を決定。また、クラブについても「クラブ自身で必要な調査を実施して事実を把握し、その原因究明、再発防止、適切な処分を行うことで、クラブの自浄能力を示すべきであった」とし、長期間に渡って問題を看過してきたとして、罰金300万円および譴責処分を科した。
2022年
クラブスローガン ：「道 -Dream Road-」
金の後任監督として、山形コーチで愛媛での指揮経験がある川井健太を招聘。MF高橋義希が現役引退、DF安在和樹が契約満了で退団（沖縄SVに移籍）。FWチコ・オフォエドゥが契約解除で退団。MF白崎凌兵が期限付き移籍満了で退団（清水に移籍）。MF酒井宣福とMF仙頭啓矢が名古屋に、FW山下敬大がFC東京に、MF樋口雄太が鹿島に、DF大畑歩夢が浦和に、DF内田裕斗とMF梁勇基が仙台に、MF小屋松知哉が柏に、GK金珉浩が長野に、DF今掛航貴がFC TIAMO枚方にそれぞれ完全移籍。FW兒玉澪王斗が山口に、DF松本大輔が金沢に、GK板橋洋青が愛媛に、FWイスマエル・ドゥンガが讃岐に、FW和田凌がブリスベン・ロアーFCにそれぞれ期限付き移籍。さらに開幕直前に前年キャプテンのDFエドゥアルドが横浜FMに完全移籍し、ユース出身者を含めた主力の多くが移籍となった。
一方、期限付き加入中のMF中野嘉大が完全移籍加入。愛媛に期限付き移籍中だったFW石井快征が復帰。C大阪からMF藤田直之、新潟からMF福田晃斗、G大阪からMF小野裕二、FC東京からDFジョアン・オマリが完全移籍で復帰。品川CC横浜からGK深谷圭佑、今治からDF原田亘、徳島からDFジエゴ、千葉からMF堀米勇輝、愛媛からGK岡本昌弘が完全移籍加入。鹿島（前年は徳島でプレー）からFW垣田裕暉、C大阪からMF西川潤、川崎からFW宮代大聖を期限付き移籍で獲得。DF孫大河（立正大）、MF菊地泰智（流通経済大）、MF佐藤響（流通経済大）、FW梶谷政仁（国士舘大）、FW荒木駿太（駒澤大）、FW藤原悠汰（明治大）の大卒新人6名が新加入。
4月23日、定時株主総会において2021年度決算において、「4期連続赤字」（2億2000万円赤字）となったことと、債務超過は大幅に圧縮したが4億6000万円のそれが残ったことが発表された。同クラブは2020年度の段階で6億9000万円の債務超過と3期連続赤字状態であり、本来であればJリーグクラブライセンス制度の赤字経営と債務超過がある場合はライセンスの発行が認められず、日本フットボールリーグ以下への降格となるところであるが、新型コロナウイルスによる特例処置によりJ1ライセンスが維持された状態であるため、高額年俸が見込まれる選手を他クラブへ放出したり、人件費の圧縮などから他クラブからの加入補強などができない状態が続いているが、2022年度は新規のユニフォーム協賛スポンサーの獲得などにより黒字化を見込み、債務超過も2－3年後をめどに解消することを目指している。
2023年
クラブスローガン ：「信 -Dream Road-」
川井体制2年目。攻撃陣の軸である宮代、垣田がそれぞれレンタルバック、またも主力が抜かれる厳しい冬となった。補強としてはGKては藤枝MYFCから内山圭、輔仁大学校からコ・ボンジョが加入した。DFは愛媛、山形で川井監督と共闘した山﨑浩介や高卒二年目の坂本稀吏也を山形から、無所属の状態で鳥栖の練習に参加していたケニア代表のアンソニー・アクムと契約し、ユースからは大里皇馬が昇格、大卒で平瀬大を獲得した。MFでは西川がレンタル延長、ロアッソ熊本のキャプテン河原創、横浜F・マリノスの樺山諒乃介、松本山雅の横山歩夢といったドリブラーを補強した。FW陣もベカルタ仙台から富樫敬真、開幕後には大宮アルディージャから河田篤秀を獲得し、骨格は残しつつも大きく変容したメンバーとなった。
2024年
クラブスローガン ：「進」
川井体制3年目。序盤から低迷し、残留争いを強いられる。低迷が続いた8月7日の第25節で鹿島アントラーズに敗れた後、川井監督との契約を解除。直前にベガルタ仙台ユースから招へいされていた木谷公亮がテクニカルダイレクターから転任する形で監督に就任。だが、その後も白星を挙げることなく、最下位に沈み続けた。10月19日の京都戦で敗戦し、4試合を残してJ2降格が決定。
ともに2回戦からの参加となったYBCルヴァンカップと天皇杯は、ルヴァンカップは3回戦でFC東京に1-1からのPK戦で、天皇杯は4回戦で山口に0-2で敗れいずれも敗退。
経営面では、2018年に元スペイン代表のフェルナンド・トーレスの獲得など、クラブ規模を度外視した支出が尾を引き、2020年度から債務超過に陥っていた。運営会社はクラブ存続のため、人件費を削らざるを得なくなり、補強もままならなくなった。J1で通用する戦力ではなく、2012年の初昇格以来初めての降格となった。
しかし降格決定後は調子を上げ、優勝争いの町田に勝利し、最後の2試合は名古屋と磐田を3-0で撃破、磐田をJ2へ道連れにした。最終成績は10勝5分23敗の最下位。

### 2025年 (J2)
2025年
クラブスローガン ：「ONE HEART」
昨季までC大阪を率いた小菊昭雄が監督に就任。
梁韓彬、山田寛人（C大阪）、森下怜哉（愛媛）、新井晴樹（水戸）、ジョー、クリスティアーノ（ヴィラ・ノヴァFC）を完全移籍で獲得。西川潤、松本凪生がC大阪より期限付き移籍。
YBCルヴァンカップは1回戦で松本と延長戦の末0-1で敗れ敗退。

## 戦力補強
永らくの間、鳥栖の戦力補強の特徴として、新卒の選手や試合になかなか出るチャンスの少なかった若手選手を積極的に補強し、試合に多く出場させるというものがあった。特に特別指定選手制度や期限付き移籍制度が導入されて以降はこれらを積極的に活用し、そのまま翌年以降の完全移籍（正式加入）につなげているケースも少なくなかった。かつては鳥栖に加入する選手は長らく「他のチームから採ってもらえなかった選手」が多い傾向があり、特別指定選手も翌年以降の加入につながらなかったケースも多々あったが、ビジネスホテルとして使われていた建物を選手寮として借り上げる など、環境も整備されつつある。
この理由として、鳥栖の財政力では多額の移籍金や契約金を投じた補強に頼れない点が挙げられる。鳥栖の人件費は、2014年で約11億7600万円 で、これはこの年のJ1所属18クラブ中14クラブ目であり、平均（約15億600万円）より低くなっている。このこともあり、若手を育てて主力に成長させるという方針により、指導スタッフを充実させて、徹底した走り込みをはじめとする猛練習に取り組んで鍛え上げている。
特にシーズン開幕前の毎年1月から2月には、鳥栖市内にある標高133mの朝日山の山頂まで反復して登る290段の「早朝石段トレーニング」 をはじめとした1日3回の練習（3部練習）が連日続き、このトレーニングの苛酷さは移籍選手も言及している。この3部練習は松本育夫監督の時に導入されたが、松本は1979年（昭和54年）に日本ユース代表の監督を務めた時、夜間の体育館練習を含めた4部練習を休み無しで1ヶ月続けた経験を持つ。なお、朝日山でのトレーニングは2015年を最後にチームとしては行っていないが、個人的に取り組んだり、移籍してきた選手がより鳥栖を知るために訪れるケースなどは見られている。
新人選手に関しては2016年シーズン以降は特別指定選手から、下部組織の選手を2種登録する方向に変化が見られる。2015年以降大口スポンサー契約もあって経営が安定してきた こともあり、代表クラスの選手を積極的に獲得するなどして総人件費は上昇し、2018年シーズンは26億7000万円、2019年シーズンは25億2800万円でこの年はリーグ8位となっている。しかし大型スポンサーの撤退などが影響したことで18年度は5億8100万円、19年度はJリーグ史上最も巨額となる20億1400万円もの赤字を計上した。そのため2020年の人件費は16人もの選手を引退または退団させ、前年の半分以下となる11億6900万円と大幅に圧縮している。
2009年（平成21年）度所属の選手の中には地元佐賀県の出身が1人もおらず（2007年まで所属していた蒲原達也が最後）、ホームタウンを置く都道府県の出身者がいないのはJリーグ36クラブ（当時）の中で唯一であった。その後も2種登録選手の田本宗平（2010年度）、月成大輝（2010-2011年度）、藤松航矢（2016-2017年度）、板橋洋青（2017年度）、特別指定選手の中島大貴（2015年度）以外には佐賀県出身選手のいない状態が続いていたが、2019年に樋口雄太が入団したことでようやく解消された。

### 大口スポンサーの参入から撤退
2015年7月から3年半にわたり、Cygamesが支援していた。きっかけはホームタウンである佐賀県が、代表取締役社長渡邊耕一の出身地であるという縁から。2018年度のスポンサー収入は約23億円で、当時のJ1・18チーム中4位の多さだった。しかし、2019年1月にCygamesは理由を一切述べずに撤退。23年度のスポンサー収入はJ1ワースト2位の約10億円まで減った。また、当時の経営陣がCygamesとDHCといった大口スポンサーに、高額のスポンサー料を請求したことや、無断で元スペイン代表のフェルナンド・トーレスを獲得したことなどが裏目に出て、上記2つの大口スポンサーが撤退した。支出面では、2019年度に約20億円の赤字を計上。2020年度からは債務超過に陥った。その結果、運営会社はクラブ存続のため、「体力をつける」（小柳智之社長）ことを優先。人件費を削らざるを得なくなり、他クラブへの主力選手の移籍に加えて補強もままならなくなった。
| 年   | 高卒                                              | 大卒                                                      | 特別指定選手                               | 2種登録選手                                           |
| 2004 | 高橋義希、下司隆士                                | 加藤秀典、小井手翔太、奈良崎寛                            | 田代有三                                   |                                                       |
| 2005 | 中林洋次、長谷川豊喜                              | 鈴木孝明                                                  |                                            |                                                       |
| 2006 | 金正訓、栫大嗣                                    | 浅井俊光、衛藤裕、蒲原達也、 廣瀬浩二、日高拓磨、藤田祥史 | 栗山裕貴†、三原雅俊                        |                                                       |
| 2007 | 太田弦貴、副島貴司、栗山裕貴、 谷口堅三、ジョズエ | 赤星拓、内間安路、野崎陽介                                | 河田晃兵                                   |                                                       |
| 2008 |                                                   | 島嵜佑、下地奨、朴炡慧                                    | 河田晃兵、長谷川博一†                      |                                                       |
| 2009 | サムエル                                          | 渡邉将基、長谷川博一、武岡優斗、池田圭                    | 河田晃兵、本城宏紀                         |                                                       |
| 2010 |                                                   | 藤田直之、呂成海、金民友                                  | 黒木晃平†、森本良、野田隆之介†             | 守田創†、田本宗平、月成大輝、大本貴博                 |
| 2011 | 守田創                                            | 野田隆之介、奥田達朗                                      | 黒木晃平†、岡田翔平†、黒木恭平†            | 月成大輝、藤翔伍                                      |
| 2012 |                                                   | 黒木晃平、岡田翔平、黒木恭平                              | 坂井達弥†、清武功暉†、藤嶋栄介†、岸田翔平† |                                                       |
| 2013 | 平秀斗                                            | 坂井達弥、清武功暉、岸田翔平                              | 藤嶋栄介†、福田晃斗†、山﨑凌吾†            |                                                       |
| 2014 |                                                   | 藤嶋栄介                                                  | 福田晃斗†、山﨑凌吾†                       |                                                       |
| 2015 | 笹原脩平、鎌田大地                                | 福田晃斗、山﨑凌吾                                        | 中島大貴、永石拓海                         |                                                       |
| 2016 | 辻周吾                                            | 三丸拡                                                    |                                            | 石川啓人†、田川亨介†、藤松航矢                        |
| 2017 | 石川啓人、田川亨介                                |                                                           |                                            | 倉員宏人、藤松航矢、森山真伍、板橋洋青                |
| 2018 | 伊藤遼哉                                          |                                                           |                                            | 石井快征†、松岡大起、平瀬大                           |
| 2019 | 石井快征、金珉浩、松岡大起                        | 樋口雄太                                                  | 林大地†                                    | 板橋洋青†、松岡大起†、本田風智† 大畑歩夢†、相良竜之介 |
| 2020 | 板橋洋青、本田風智、大畑歩夢                      | 林大地、森下龍矢                                          | 松本大輔†                                  | 兒玉澪王斗†、中野伸哉、相良竜之介†、永田倖大          |
| 2021 | 兒玉澪王斗、相良竜之介                            | 松本大輔、今掛航貴                                        | 孫大河†                                    | 中野伸哉†、安藤寿岐、福井太智 岡英輝、二田理央†       |

- 「†」付きの選手は、後に新卒または在学中でサガン鳥栖に加入した選手（内定含む）。
- 2019年の松岡大起、2021年の中野伸哉、二田理央は高校在学中にユースからトップ昇格。

## タイトル・表彰

### クラブ
- J1フェアプレー賞：4回
  - 2015年、2016年、2017年、2020年

### 個人
- フェアプレー個人賞
  - 2014年：豊田陽平
- Jリーグベストイレブン
  - 2012年：豊田陽平
- J1月間MVP
  - 2021年7月：酒井宣福
- J1月間ベストゴール
  - 2021年7月：酒井宣福
- J1月間優秀監督賞
  - 2020年9月：金明輝
- J2得点王
  - 2011年：豊田陽平（23得点）

## スタジアム・練習場
ホームスタジアムは駅前不動産スタジアム であり、佐賀県総合運動場陸上競技場（佐賀市）でも不定期にホームゲームを開催している。また、2001年（第37節、甲府戦）に沖縄県総合運動公園陸上競技場（沖縄県沖縄市）で沖縄県初となるJリーグ公式戦を開催した。
練習場は鳥栖スタジアム北部グラウンド（鳥栖市北部グラウンド）、鳥栖市陸上競技場 であるが、佐賀県総合運動場陸上競技場、小郡市陸上競技場（福岡県）も利用する。また、2013年4月に鳥栖スタジアム北部グラウンド内にクラブハウスが完成した。

### 年度・競技場別の試合数
※J2加盟の1999年以後。
| 年度 | 鳥栖 | 佐賀陸 | その他          | Jリーグ杯         | 備考                                                                            |
| 1999 | 17   | 1      | なし            | 鳥栖1             |                                                                                 |
| 2000 | 20   | 1      | 長崎1           | 鳥栖1             |                                                                                 |
| 2001 | 19   | 1      | 長崎1 沖縄県陸1 | 鳥栖1             |                                                                                 |
| 2002 | 22   | 2      | -               | （不出場）        |                                                                                 |
| 2003 | 21   | 1      | -               | （不出場）        |                                                                                 |
| 2004 | 21   | 1      | -               | （不出場）        |                                                                                 |
| 2005 | 21   | 1      | -               | （不出場）        |                                                                                 |
| 2006 | 22   | 2      | -               | （不出場）        |                                                                                 |
| 2007 | 22   | 2      | -               | （不出場）        |                                                                                 |
| 2008 | 20   | 1      | -               | （不出場）        | 鳥栖=命名権の採用により「ベアスタ」に                                           |
| 2009 | 24   | 2      | -               | （不出場）        |                                                                                 |
| 2010 | 17   | 1      | -               | （不出場）        |                                                                                 |
| 2011 | 19   | 0      | -               | （不出場）        |                                                                                 |
| 2012 | 14   | 3      | -               | ベアスタ3         |                                                                                 |
| 2013 | 17   | 0      | -               | ベアスタ3         |                                                                                 |
| 2014 | 17   | 0      | -               | ベアスタ1 佐賀陸2 |                                                                                 |
| 2015 | 17   | 0      | -               | ベアスタ3         |                                                                                 |
| 2016 | 17   | 0      | -               | ベアスタ3         |                                                                                 |
| 2017 | 17   | 0      | -               | ベアスタ3         |                                                                                 |
| 2018 | 17   | 0      | -               | ベアスタ3         |                                                                                 |
| 2019 | 17   | 0      | -               | 駅スタ3           | 鳥栖=命名権スポンサー交代により「駅スタ」に 佐賀陸=施設名の変更に伴いSAGAスタに |
| 2020 | 17   | 0      | -               | 駅スタ2           |                                                                                 |

参考 - 1997年Jリーグ杯：鳥栖3

### スタジアムDJ
- YUYA（鳥栖F時代～）
- 菊地祐馬（2018年）

## ユニフォーム

### クラブカラー
- ブルー[1]、  ピンク[1]

### ユニフォーム
- アクセントやクラブエンブレムなどで使われているピンクは、鳥栖Fのクラブカラー（ピンクと紺）を継承"[92]。
- 2011年・2012年シーズンで使用したユニホームは「ブルー・ピンク」という基本カラーはそのままだが、デザインアドバイザーとして有田焼の著名な陶芸家14代酒井田柿右衛門が監修に携わり、ラインの入れ方などの提案を行なった。
- 2013年・2014年シーズンは、ニューバランス傘下のアメリカのスポーツ用品メーカー・ウォーリア・スポーツ（英語版）とサプライヤー契約を締結した。サガン鳥栖との契約は同社にとってリヴァプールFC（プレミアリーグ）、セビージャFC（リーガ・エスパニョーラ）に次ぐ3クラブ目、アジアでは初のサプライヤー契約だという[93]。2015年からはニューバランス本体のサッカー市場進出に伴い、サプライヤーがニューバランスに変更になっている[94]。
- 2015年シーズンのFP用2ndユニフォームには、シャツ・グレー、パンツ・黒、ストッキング・グレーを採用。
- 2019年5月11日には母の日にちなんだレディースデーが開催され、その際FP用限定ユニフォームが採用された[95]。

### ロゴ・エンブレム
「サガン鳥栖」としてのエンブレムは2015年のもので3代目になる。
- 初代（1997年 - 2005年）：クラブ名の頭文字「S」と「T」の組み合わせと、佐賀県の地図をモチーフとしたもの[92]。
- 2代目（2006年 - 2014年）：「J1昇格への元年」と位置付け、ロゴとエンブレムを一新。新しいエンブレムはカチガラス（筑紫平野に生息する天然記念物カササギ）を取り入れ、このカチガラスはsagantosuの隠し文字で描かれている[92]。また、ピンクとサガンブルーと、更に5色（上から、青、黄、黒、緑、赤）の勝利（Victory）の頭文字であるVが描かれており、この5色は五大陸を意味し、『True champions in the hearts of all who love Sagantosu.』（日本語訳：「サガン鳥栖を愛する全ての人と共に、真のチャンピオンになる」）がエンブレムを引き締めている[92]。新しいロゴは、今までよりシャープなイメージで強さを感じるデザインにし、ロゴの上下の飾りが「V」のイメージで、勝利にこだわっている。
- 3代目（2015年 - ）：8年ぶりにエンブレムをリニューアル[96]。全体的な造形は大きく変わっていないものの、クラブから「力強く前に進むカチガラスを強調してデザイン」と説明されたとおり、これまで横向きだったカチガラスのシルエットが正面を向いて羽ばたいている様子に改められ、「常に前へ前へと突き進むチームの力」を表現した。また、5色のVラインの背景がこれまでの青地から白地に改められるなど、配色に一部変更がある。ロゴに変更はない。

### ユニフォームスポンサー
| 掲出箇所   | スポンサー名                    | 表記                               | 掲出年                            | 備考                                             |
| 胸         | 木村情報技術                    | K 木村情報技術                     | 2020年11月 -                      |                                                  |
| 鎖骨       | エックスモバイル                | X-mobile エックスモバイル          | 2022年 -                          | 左側に掲出                                       |
| 鎖骨       | アニマル・ワン                  | アニマル・ワン Aspire for The Best | 2023年 -                          | 右側に掲出                                       |
| 背中上部   | Octochain Fintech Limited       | ZOOMEX                             | 2023年 -                          | 2022年7月 - 同年10月は背中下部                   |
| 背中下部   | ベストアメニティ                | ベストアメニティ                   | 2023年 -                          | 2010年 - 2013年はパンツ （「BEST AMENITY」表記） |
| 袖         | SUMCO                           | SUMCO                              | 2009年 - 2011年 2022年 -          | 2008年はパンツ前面                               |
| パンツ前面 | 原泰久                          | キングダム KINGDOM                 | 2021年 -                          |                                                  |
| パンツ背面 | モラージュ佐賀 （双日商業開発） | mallaɢe                            | 2020年11月 - 同年12月 2021年3月 - |                                                  |

### トレーニングウェアスポンサー
| 掲出箇所   | スポンサー名 | 表記                 |
| 練習着胸   | 関家具       | 家具産地 大川 関家具 |
| 練習着背中 | なし         | -                    |
| 練習着袖   | なし         | -                    |

### ユースユニフォームスポンサー
| 掲出箇所 | スポンサー名     | 表記             | 掲出チーム                 |
| 胸       | ベストアメニティ | ベストアメニティ | U-18                       |
| 背中     | なし             | -                | -                          |
| 袖       | 花屋敷           | 花やしき         | U-12・U-15・U-15唐津・U-18 |

### ユニフォームサプライヤーの遍歴
- 1997年 - 2002年：ナイキ
- 2003年 - 2004年：デレルバ（一般公募によるデザインを採用）
- 2005年：ミズノ
- 2006年 - 2012年：アンブロ
- 2013年 - 2014年：ウォーリア・スポーツ（英語版）
- 2015年 - 現在：ニューバランス

### 歴代ユニフォーム
| FP 1st      | FP 1st      | FP 1st      | FP 1st | FP 1st      |
| ----------- | ----------- | ----------- | ------ | ----------- |
| 1999 - 2000 | 2001 - 2002 | 2003 - 2004 | 2005   | 2006 - 2007 |
| 2008 - 2010 | 2011 - 2012 | 2013        | 2014   | 2015        |
| 2016        | 2017        | 2018        | 2019   | 2020        |
| 2021        | 2022        | 2023        | 2024   | 2025 -      |
|             |             |             |        |             |

| FP 2nd      | FP 2nd      | FP 2nd      | FP 2nd | FP 2nd      |
| ----------- | ----------- | ----------- | ------ | ----------- |
| 1999 - 2000 | 2001 - 2002 | 2003 - 2004 | 2005   | 2006 - 2007 |
| 2008 - 2010 | 2011 - 2012 | 2013        | 2014   | 2015        |
| 2016        | 2017        | 2018        | 2019   | 2020        |
| 2021        | 2022        | 2023        | 2024   | 2025 -      |
|             |             |             |        |             |

| FP Other                           | FP Other              | FP Other              | FP Other            | FP Other                           |
| ---------------------------------- | --------------------- | --------------------- | ------------------- | ---------------------------------- |
| 2013 · サマー · カーニバル         | 2014 · 鷹の祭典記念   | 2015 · 2015記念       | 2015 · 鷹の祭典記念 | 2016 · レディースデー              |
| 2016 · 鷹の祭典記念                | 2017 · レディースデー | 2017 · 鷹の祭典記念   | 2017 · 20周年記念   | 2018 · レディースデー              |
| 2018 · 鷹の祭典記念                | 2018 · DAZNデー       | 2019 · レディースデー | 2019 · 鷹の祭典記念 | 2019 · F・トーレス · 引退試合記念1 |
| 2019 · F・トーレス · 引退試合記念2 | 2019 · グレーデー     | 2022 · 25周年記念     |                     |                                    |
|                                    |                       |                       |                     |                                    |

### 歴代ユニフォームスポンサー表記
| 年度 | 箇所                      | 箇所                      | 箇所                               | 箇所                                                   | 箇所                     | 箇所                         | 箇所                 | 箇所        | サプライヤー   |
| 年度 | 胸                        | 鎖骨左                    | 鎖骨右                             | 背中上部                                               | 背中下部                 | 袖                           | パンツ前面           | パンツ背面  | サプライヤー   |
| 1997 | -                         | 解禁前                    | 解禁前                             | DIREC TV                                               | 解禁前                   | -                            | -                    | 解禁前      | NIKE           |
| 1998 | -                         | 解禁前                    | 解禁前                             | -                                                      | 解禁前                   | -                            | -                    | 解禁前      | NIKE           |
| 1999 | -                         | 解禁前                    | 解禁前                             | -                                                      | 解禁前                   | -                            | -                    | 解禁前      | NIKE           |
| 2000 | -                         | 解禁前                    | 解禁前                             | -                                                      | 解禁前                   | 東洋新薬                     | -                    | 解禁前      | NIKE           |
| 2001 | -                         | 解禁前                    | 解禁前                             | アサヒ緑健                                             | 解禁前                   | 東洋新薬                     | -                    | 解禁前      | NIKE           |
| 2002 | -                         | 解禁前                    | 解禁前                             | アサヒ緑健                                             | 解禁前                   | -                            | -                    | 解禁前      | NIKE           |
| 2003 | -                         | 解禁前                    | 解禁前                             | -                                                      | 解禁前                   | -                            | -                    | 解禁前      | DELL'ERBA      |
| 2004 | PRINCESS TENKO            | 解禁前                    | 解禁前                             | 市制50周年 TOSU                                        | 解禁前                   | -                            | 参勤交代の湯         | 解禁前      | DELL'ERBA      |
| 2005 | -                         | 解禁前                    | 解禁前                             | - / CREEK&RIVER                                        | 解禁前                   | - / Value Link               | - / エイチ・エス証券 | 解禁前      | Mizuno         |
| 2006 | - / BBIQ ビビック         | 解禁前                    | 解禁前                             | BRIDGESTONE                                            | 解禁前                   | saganтino Supported by UMBRO | バランスセラピー     | 解禁前      | UMBRO          |
| 2007 | BBIQ ビビック             | 解禁前                    | 解禁前                             | BRIDGESTONE                                            | 解禁前                   | -                            | BTU                  | 解禁前      | UMBRO          |
| 2008 | DHC                       | 解禁前                    | 解禁前                             | BRIDGESTONE                                            | 解禁前                   | BBIQ ビビック                | SUMCO                | 解禁前      | UMBRO          |
| 2009 | DHC                       | 解禁前                    | 解禁前                             | BRIDGESTONE                                            | 解禁前                   | SUMCO                        | -                    | 解禁前      | UMBRO          |
| 2010 | DHC                       | 解禁前                    | 解禁前                             | BRIDGESTONE                                            | 解禁前                   | SUMCO                        | BEST AMENITY         | 解禁前      | UMBRO          |
| 2011 | DHC                       | 解禁前                    | 解禁前                             | BRIDGESTONE                                            | 解禁前                   | SUMCO                        | BEST AMENITY         | 解禁前      | UMBRO          |
| 2012 | DHC                       | 解禁前                    | 解禁前                             | BRIDGESTONE                                            | 解禁前                   | 佐賀新聞                     | BEST AMENITY         | 解禁前      | UMBRO          |
| 2013 | DHC                       | 解禁前                    | 解禁前                             | BRIDGESTONE                                            | 解禁前                   | 佐賀新聞                     | BEST AMENITY         | 解禁前      | Warrior Sports |
| 2014 | DHC                       | 解禁前                    | 解禁前                             | Glass One                                              | 解禁前                   | 佐賀新聞                     | B                    | 解禁前      | Warrior Sports |
| 2015 | DHC                       | 解禁前                    | 解禁前                             | 九州人気観光地No.1 ハウステンボス / Cygames （7月 - ） | 解禁前                   | 佐賀新聞                     | B                    | 解禁前      | New Balance    |
| 2016 | DHC                       | 解禁前                    | 解禁前                             | Cygames                                                | -                        | 佐賀新聞                     | B                    | 解禁前      | New Balance    |
| 2017 | DHC                       | 解禁前                    | 解禁前                             | Cygames                                                | -                        | 佐賀新聞                     | B                    | 解禁前      | New Balance    |
| 2018 | DHC                       | -                         | -                                  | Cygames                                                | -                        | 佐賀新聞                     | B                    | 解禁前      | New Balance    |
| 2019 | DHC                       | -                         | -                                  | -                                                      | -                        | 佐賀新聞                     | B                    | 解禁前      | New Balance    |
| 2020 | 佐賀新聞 / K 木村情報技術 | 竹下の ブラックモンブラン | 竹下のMilcook ミルクック           | - / sojitz                                             | - / 家具産地 大川 関家具 | 佐賀新聞                     | B                    | - / mallaɢe | New Balance    |
| 2021 | K 木村情報技術            | 竹下の ブラックモンブラン | 竹下のMilcook ミルクック           | PRIDE OF 17                                            | -                        | 佐賀新聞                     | キングダム KINGDOM   | - / mallaɢe | New Balance    |
| 2022 | K 木村情報技術            | X-mobile エックスモバイル | TOKYO TOKEN                        | Jasmy                                                  | - / ZOOMEX               | SUMCO                        | キングダム KINGDOM   | mallaɢe     | New Balance    |
| 2023 | K 木村情報技術            | X-mobile エックスモバイル | アニマル・ワン Aspire for The Best | ZOOMEX                                                 | ベストアメニティ         | SUMCO                        | キングダム KINGDOM   | mallaɢe     | New Balance    |

## アカデミー
サガン鳥栖のアカデミーはU-18（第2種）、U-15・U-15唐津（第3種）、U-12（第4種）の育成部門「ユースセクション」と、普及部門「サッカースクール」で構成されている。U-18は鳥栖市ではなく佐賀市高木瀬町の佐賀市健康運動センター サッカー・ラグビー場（2014年完成）を練習拠点としている。また全寮制であり、健康運動センターそばと鳥栖市酒井西町の2カ所に選手寮を設けている。U-15の2チームとU-12は特定の練習拠点は所持していない。
U-18は2017年からプリンスリーグ九州に所属している。それまでは県リーグ所属で、トップリーグであるプレミアリーグの所属経験は無かった。トップへの昇格もユース1期生の古川隆志（2000年昇格）以外にはほぼ出場機会を得られなかった赤司大輔（2001年昇格）、守田創（2010年昇格）の2人のみで、日本代表を複数輩出した大分ユースやコンスタントにトップに選手を送り出している福岡ユースなど近隣のチームに対し育成力で後塵を拝していたが、2017年に年代別の代表経験のある石川啓人、田川亨介の2人がトップ昇格を果たした。この時、クラブ社長の竹原稔は「やっとここまできた。」とコメントしている。その後、2019年には日本クラブユースサッカー選手権 (U-18)大会で初の決勝進出を果たし準優勝。さらに3回目の挑戦となるプレミアリーグ参入プレーオフで仙台ユースを制しプレミア昇格を果たした。
U-15の2チームは共に九州ユース (U-15)サッカーリーグに所属している。U-15唐津は県西部でのファン掘り起しを狙うクラブと中学世代の育成拠点を求める地元の思いから2007年に発足している。2017年にU-15が第32回日本クラブユースサッカー選手権 (U-15)大会で優勝を果たし、全カテゴリーを通じて鳥栖に初の全国タイトルをもたらした。また、同年には高円宮杯第29回全日本ユース(U-15)サッカー選手権大会も制し、U-15世代の二冠を達成した。
クラブ設立から長期間に渡り育成部門は低迷していたが、クラブ経営が安定してからは県の支援なども活用して海外遠征も積極的に行っており、チーム単位や選手個人でイタリア・韓国・オーストリアなどでトレーニングを行ったり現地大会に参加したりしている。2018年にはオランダ・エールディヴィジに所属するアヤックスと育成アカデミーのシステム、指導者、選手のレベルアップを目的としたパートナーシップ契約（3年契約）を締結。同年、龍谷高等学校を運営する佐賀龍谷学園との間で龍谷高校がU-18に所属する選手を入学金免除且つ公式大会出場の際に出席扱いとする特待生として受け入れる協定を結ぶ、2020年にはECCと提携し日常会話にサッカーで使用する英会話を織り交ぜたオリジナルカリキュラムのレッスンをU-18の選手を対象に行う など育成年代の体制強化を進めている。
またサッカースクールは鳥栖市内3カ所（鳥栖・北部・商工センター）のほか、基山・佐賀・川副・小城・武雄など県内各地で実施しているほか、県外の久留米市にもスクールを開校している。ただしクラブ本拠地のある県以外でのスクール開校はJリーグ規約に反するため、スポンサーでもあるブリヂストンがサッカースクールを開設して、それをサガン鳥栖が運営管理を受託する形での実施が特例として認められている。

### タイトル
U-18
- 高円宮杯 JFA U-18サッカープレミアリーグ：優勝（2022年）
- 日本クラブユースサッカー選手権 (U-18)大会：優勝（2020年）
- 高円宮杯 JFA U-18サッカープリンスリーグ九州：優勝（2017-2019年）

U-15
- 日本クラブユースサッカー選手権(U-15)大会：優勝（2017年、2019年）
- 高円宮杯 JFA 全日本U-15サッカー選手権大会：優勝（2017年、2020年、2021年）
- 九州ユース (U-15)サッカーリーグ：優勝（2014-2017年、2019年-2020年）
- 九州ユース (U-13)サッカーリーグ：優勝（2016年）

U-15唐津
- 九州ユース (U-15)サッカーリーグ：優勝（2013年）

### 海外遠征
U-18
- KリーグU-17チャンピオンシップ（韓国・浦項）：準優勝（2017年）

U-15
- ステファーノ・グッゼーラ国際大会（イタリア・トリノ）：優勝（2019年）

### アカデミー出身選手
- サガン鳥栖の選手一覧#アカデミー出身者を参照

## クラブ情報

### 永久欠番
- #17　坂田道孝
  - 2005年1月30日、Jリーグ初の永久欠番に制定。

なお、他クラブがサポーターナンバーを「12」としているのに対し、サガン鳥栖は「17」を同ナンバーとしている。これには、スタメン11人の選手と控え選手5人の計16名（制定当時。現在は18名）の「次」として「共に戦う17番目の選手」という意味合いもある。

### 佐賀県プロサッカー振興協議会
クラブ経営が行き詰まり、クラブ解散が濃厚となった2004年（平成16年）9月、佐賀県と県内各市町村は、県内の企業・団体などと共同でサガンの後援団体・「佐賀県プロサッカー振興協議会」を立ち上げた。この会では、サガンを県民参加型のクラブ運営にするため、ホームゲーム（鳥栖スタジアム、佐賀県総合運動場陸上競技場で開催）に各市町村の市民を招待するほか、サガンの選手を招いた少年サッカー教室や各種イベントを展開するというもの。また、2005年（平成17年）のシーズン開幕前には鳥栖スタジアムにこの会の事務所を移転させた。クラブ事務所との併設となり、チームとの連携をより強化することになった。
2014年12月現在、52の企業・団体などが会員となっている。

### 集客活動の歴史

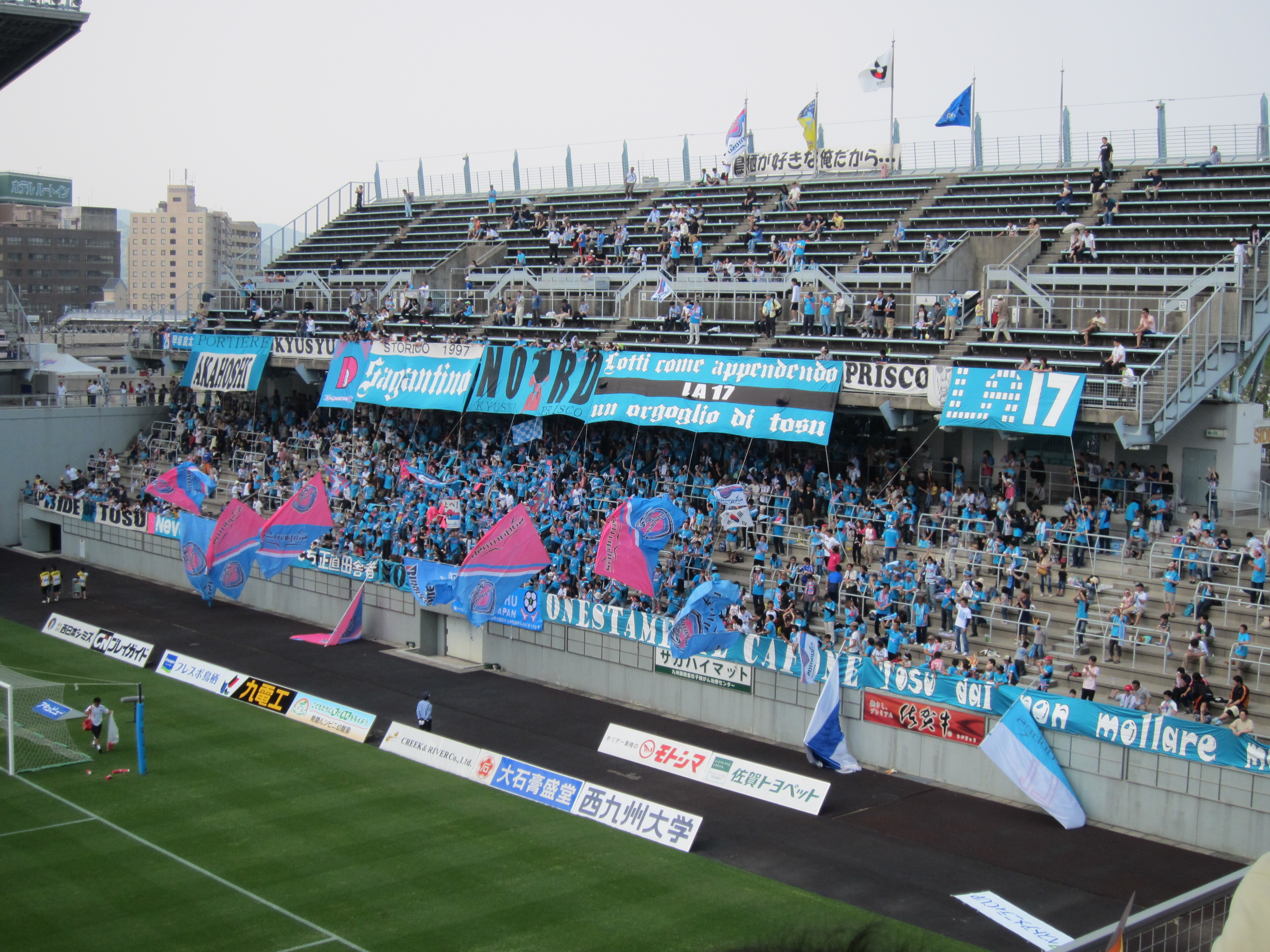
サガン鳥栖サポーター

2003年（平成15年）「Road To 25,000 In 鳥栖スタ」
ゴール裏のサポーターを中心に立ち上げた「Road To 25,000 In 鳥栖スタ」という大集客キャンペーン。2003年（平成15年）7月19日のアルビレックス新潟戦を皮切りに徐々に観客を伸ばす仕掛けだったが、アビスパ福岡とのダービー以外の客足は振るわなかった。
- 08/02 vs福岡 目標10,000人(結果 5,756人)　※2003年（平成15年） 平均観客動員 3,172人

2004年（平成16年）「Road to 25000 震源地TOSU! 鳥栖スタを揺らせ」
前年の反省を踏まえて「Road to 25000 震源地TOSU! 鳥栖スタを揺らせ」という新たなキャンペーンが始まる。これは9月4日の福岡とのダービーに焦点を当てた集客キャンペーンで、チケットバンクという新しいシステムを導入。全国のサッカーファンから寄付されたチケットで地元の小学生を招待する企画だった。各地のJクラブサポーターを始め40団体が支援、2111人の子供達を招待することに成功。満員とはならなかったが、後にクラブ運営を引き継ぐ井川幸広の初観戦を促した。
- 09/04 vs福岡 目標25,000人(結果 9,565人)　※2004年（平成16年） 平均観客動員 3,610人

2006年（平成18年）「夢プラン21　鳥栖スタジアムを満員にしたい」
鳥栖市が行っている子供の夢をかなえる青少年健全育成事業「夢プラン21」に鳥栖北小学校3年生の生徒の提案「鳥栖スタジアムを満員にしたい」が採用される。これによって行政、クラブのバックアップの元、スポンサーの1つであるブリヂストンも支援を表明。11月12日の湘南ベルマーレ戦を目標に活動を行い、鳥栖スタジアムでのJリーグ公式戦最多（当時）となる18,231人の観客を集め、このことがブリヂストンの支援継続と年間スポンサー料アップにつながった。
- 11/12 vs湘南 目標20,000人(結果18,231人)　※2006年（平成18年） 平均観客動員 7,465人

2007年（平成19年）「BSデー『どこまでも行こう！ブリヂストンサマーフェスタwith 吹奏楽団』」
2006年の「夢プラン」を引き継ぐ形でブリヂストンは支援を継続、「夏休み最後の思い出づくり」をコンセプトに8月最後のホームゲームを冠マッチ「ブリヂストンデー」（BSデー）として支援を行った。2007年（平成19年）8月25日の水戸ホーリーホック戦がBSデーに設定され、日本最高峰の企業吹奏楽団「ブリヂストン吹奏楽団久留米」と地元高校の吹奏楽団との協演など様々な企画が催され、当日は16,661人を動員する も、目標の2万人越えは達成できず、平均観客動員数も前年を下回った。
- 08/25 vs水戸 目標20,000人(結果 16,661人)　※2007年（平成19年） 平均観客動員 6,114人

2008年（平成20年）「BSデー　2万人の夢結蹴」
前年、2万人越えの目標を達成できなかった反省を踏まえて、サポーターも「×2運動」という新たな集客作戦を展開。ブリヂストン側もかつて無い規模の動員を2008年（平成20年）も実施し、9月20日のロアッソ熊本戦に21,029人という2万人越えを実現させる。その後、J1昇格を決めた2011年（平成23年）12月3日の熊本戦で記録した22,532人という記録が出来るまではクラブレコードとして残り続けた。
- 09/20 vs熊本 目標20,000人(結果21,029人)　※2008年（平成20年） 平均観客動員 7,261人

## メディア

### テレビ
- かちスポ（サガテレビ、月曜、金曜『かちかちPress』内）
- YUYAのオーレ！サガン鳥栖（NHK佐賀放送局、月曜『ニュースただいま佐賀』内）
- KICK OFF! SAGA（サガテレビ、土曜 10:25 - 10:40）

### ラジオ
- YUYAのオーレ！サガン鳥栖（NHK佐賀放送局、月曜19:45-20:00）
- 週刊サガン鳥栖（NBCラジオ佐賀、金曜18:00-18:10.18:20-18:30）
- Next Stage 挑戦　サガン鳥栖!!（NBCラジオ佐賀、火曜 『情報コンビニ　佐賀ですよ』内）
- sagantosu Heat Wave（エフエム佐賀、金曜 『Friday Night Talkin' Radio』内）
- SaganBMX（えびすFM、月曜20:00-21:00）

## その他
2018年3月1日から11月下旬まで、JR九州南福岡車両区の885系電車1編成がクラブのラッピング車両として運行されている。なお、試合の開催日にはJR九州が江北駅（旧・肥前山口駅） - 鳥栖駅で臨時列車「サガン鳥栖号」を運行している。

## 決算
サガン鳥栖の決算は、つぎのとおり。

### 損益
| 年度 | リーグ | 収入 | 広告料 | 入場料 | 配分 | その他 | 費用 | 事業費 | 人件費 | 管理費 | 利益 | 純利益 |
| 2005 | J2     | 428  | 143    | 148    | 102  | 35     | 702  | 506    | 249    | 196    | -274 | -332   |
| 2006 | J2     | 705  | 281    | 152    | 108  | 164    | 821  | 613    | 376    | 208    | -116 | -112   |
| 2007 | J2     | 572  | 237    | 136    | 117  | 82     | 775  | 545    | 377    | 230    | -203 | -205   |
| 2008 | J2     | 702  | 263    | 170    | 121  | 148    | 695  | 468    | 317    | 227    | 7    | 5      |
| 2009 | J2     | 676  | 278    | 174    | 110  | 114    | 755  | 560    | 313    | 195    | -79  | 0      |
| 2010 | J2     | 816  | 194    | 155    | 74   | 393    | 829  | 659    | 290    | 170    | -14  | 2      |

出典: 各年度のJクラブ決算一覧。
2005、
2006、
2007、
2008、
2009、
2010
金額の単位: 百万円
人件費は事業費に含まれる。
| 年度 | リーグ | 収益 | 広告料 | 入場料 | 配分 | 育成 | その他 | 費用 | 人件費 | 試合 | トップ | 育成 | 女子 | 販売 | 利益 | 純利益 |
| 2011 | J2     | 689  | 253    | 166    | 99   | 37   | 135    | 826  | 353    | 48   | 101    | 20   | 0    | 304  | -137 | -357   |
| 2012 | J1     | 1454 | 493    | 495    | 202  | 45   | 219    | 1362 | 610    | 116  | 75     | 20   | 0    | 541  | 93   | 90     |
| 2013 | J1     | 1704 | 632    | 548    | 234  | 74   | 216    | 2039 | 1012   | 273  | 129    | 23   | 0    | 602  | -335 | -299   |
| 2014 | J1     | 1885 | 789    | 535    | 222  | 72   | 267    | 2266 | 1176   | 250  | 120    | 38   | 0    | 682  | -381 | -360   |
| 2015 | J1     | 2489 | 1203   | 576    | 193  | 91   | 426    | 2432 | 1105   | 245  | 126    | 43   | 0    | 913  | 57   | 3      |

出典: 各年度のJクラブ決算一覧。
2011、
2012、
2013、
2014、
2015
金額の単位: 百万円
| 年度 | リーグ | 収益 | 広告料 | 入場料 | 配分 | 育成 | 物販 | その他 | 費用 | 人件費 | 試合 | トップ | 育成 | 女子 | 物販 | 販売 | 利益 | 純利益 |
| 2016 | J1     | 2766 | 1631   | 553    | 190  | 95   | 152  | 145    | 2785 | 1476   | 272  | 153    | 53   | 0    | 103  | 728  | -19  | 9      |

出典: 各年度のJクラブ決算一覧。
2016
金額の単位: 百万円

### 資産
| 年度 | 総資産 | 総負債 | 純資産 | 資本金 |
| 2005 | 151    | 311    | -159   | 161    |
| 2006 | 312    | 308    | 3      | 294    |
| 2007 | 201    | 152    | 49     | 419    |
| 2008 | 215    | 89     | 126    | 454    |
| 2009 | 233    | 176    | 58     | 455    |
| 2010 | 240    | 81     | 59     | 454    |
| 2011 | 241    | 539    | -298   | 455    |
| 2012 | 441    | 349    | 92     | 605    |
| 2013 | 217    | 425    | -207   | 605    |
| 2014 | 421    | 419    | 2      | 890    |
| 2015 | 840    | 834    | 6      | 889    |
| 2016 | 1041   | 1026   | 15     | 889    |

出典: 各年度のJクラブ決算一覧。
2005、
2006、
2007、
2008、
2009、
2010、
2011、
2012、
2013、
2014、
2015、
2016
2017
2018
2019
金額の単位: 百万円